# Garraf
|  | Aquest article tracta sobre la comarca del Garraf. Vegeu-ne altres significats a «Garraf (desambiguació)». |

El Garraf és una comarca catalana al Penedès. És una de les comarques en què es dividí Catalunya en la divisió comarcal de 1936. Estava integrada per vuit municipis i pertanyia a la Regió III, amb capital a Tarragona. El nom prové de l'àrab "garrafa" (غراف), que vol dir "sínia" o "lloc d'aigües abundants". Limita amb l'Alt Penedès pel nord; amb el Baix Llobregat per l'est; amb el Baix Penedès per l'oest i amb la mar Mediterrània pel sud.

## Geografia
La comarca del Garraf és a recer del massís del mateix nom. És una comarca d'extensió reduïda, la més petita després del Barcelonès. No ho era pas tant quan la Generalitat de Catalunya la va definir el 1936, i després del 1987. Una llei de gener de 1990, per la qual es modifiquen els límits de diverses comarques, estableix que els municipis de Castellet i la Gornal i Olesa de Bonesvalls, amb un total de 77.41 km² i una població de 1.393 habitants (1986), se segreguin de la comarca del Garraf i s'agreguin a la comarca de l'Alt Penedès. Aquests dos municipis apareixien en el mapa comarcal com dues banyes, l'una al nord-est i l'altra al nord-oest. Després d'aquestes modificacions, només una part del massís de Garraf queda inclosa dins la comarca de Garraf. La resta pertany a l'Alt Penedès o al Baix Llobregat. La comarca de Garraf està constituïda per sis municipis.
Malgrat la seva superfície reduïda, la comarca de Garraf inclou un territori força poblat. És l'àrea d'influència directa de Vilanova i la Geltrú. La comarca de Garraf és econòmicament molt activa. L'agricultura i ramaderia hi són ben poc importants. En canvi, la indústria, el comerç i els serveis, inclòs el turisme, ocupen força població.
Amb el nom Garraf es designen tres realitats diferents, i cal no confondre-les. Garraf és abans de tot el nom d'un massís muntanyós, situat entre el Penedès i el mar. Garraf és també el nom d'una comarca, de la qual estem parlant. Finalment Garraf és el nom d'un nucli de població situat al fons de la cala del mateix nom, dins del municipi de Sitges. L'estació o baixador ferroviari de Garraf es troba en aquest petit poble.

## Demografia
| Municipi             | Habitants |
| -------------------- | --------- |
| Canyelles            | 4.388     |
| Cubelles             | 14.715    |
| Olivella             | 3.655     |
| Sant Pere de Ribes   | 30.142    |
| Sitges               | 28.527    |
| Vilanova i la Geltrú | 66.077    |

Garraf és actualment una comarca força poblada, amb una població concentrada a la petita franja costanera entre Sitges i Cubelles. Però no sempre ha estat així. Des de la darreria del segle xviii a Vilanova viu més de la meitat de la població comarcal, però aleshores la muntanya era força poblada. El màxim demogràfic dels municipis situats en ple massís és entre 1850 i 1890. Posteriorment s'inicià una etapa caracteritzada per l'abandó progressiu de la muntanya i la concentració cada vegada més gran a la plana i costa.
Durant els 150 anys anteriors al primer cens modern, que tingué lloc el 1857, la població de Garraf registra un augment molt fort en tots els municipis. Es calcula que 1718 i 1787 l'actual comarca de Garraf passà d'uns 4.500 habitants a gairebé 13.000 habitants. En setanta anys la població es triplica, a causa de la revifalla del comerç de l'agricultura i de la indústria. El creixement demogràfic és generalitzat, encara que és Vilanova i la Geltrú la més beneficiada, que passa de 1.171 a 6.161 habitants, gairebé la meitat del total comarcal en aquesta darrera data. Sitges passa de 1.606 a 3.495 habitants en el mateix període.

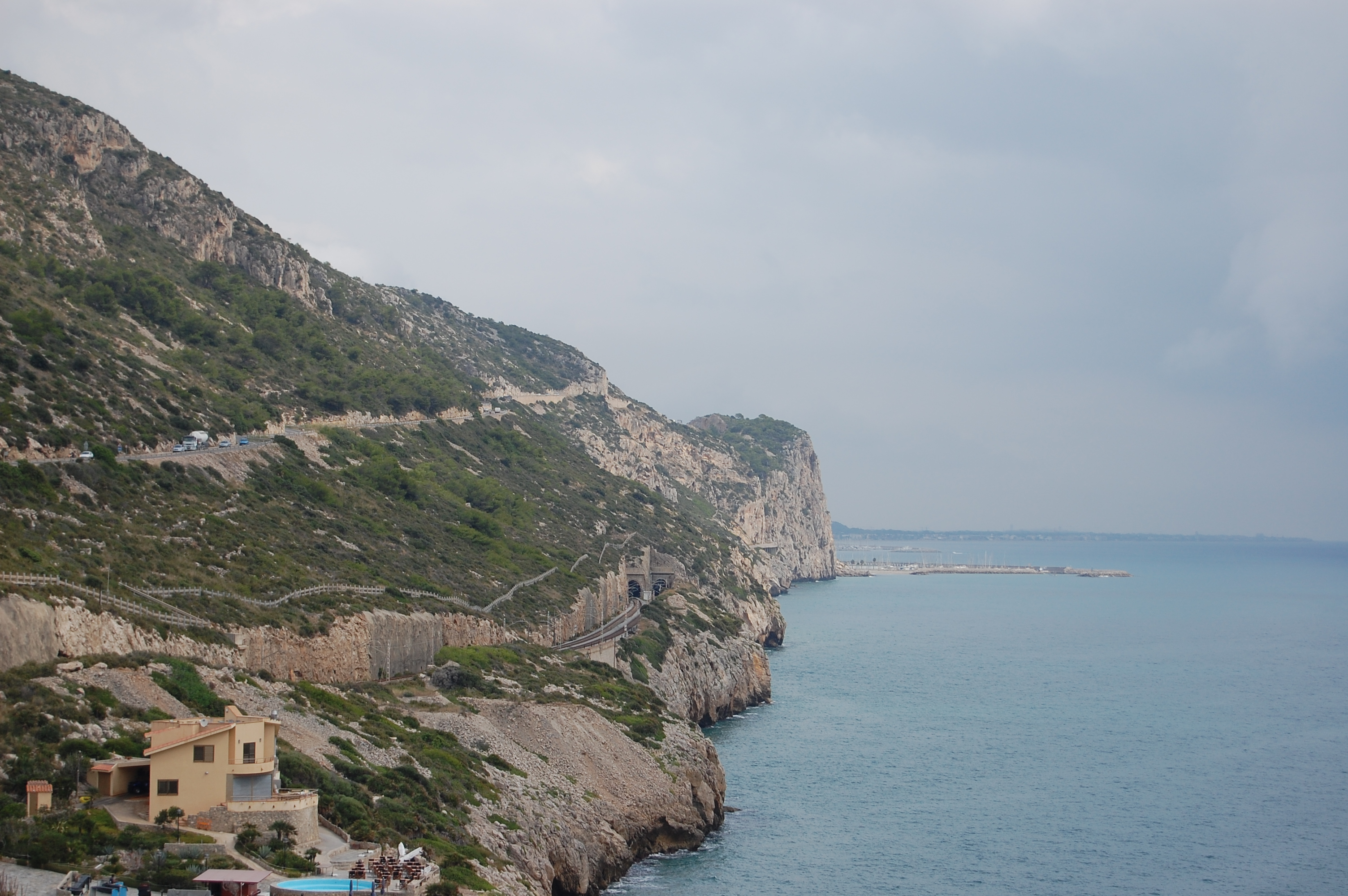
Carretera de la Costa de Garraf que donà una gran empenta a la comarca

Garraf era una comarca agrícola amb un gran centre industrial i comercial, que era Vilanova i la Geltrú. La indústria tèxtil (cotó) i l'elaboració de vins i licors donaren feina a molta gent. La introducció del vapor afavorí les ciutats que, com Vilanova, no disposaven de cap corrent d'aigua. D'altra gent es dedicava al transport i comerç. Hi hagué un comerç molt actiu amb Amèrica i diferents ports d'Europa.
A partir de la dècada de 1880 les coses canviaren. És cert que coincideix amb millores importants, com l'obertura de la carretera per les Costes de Garraf (1880) o l'arribada del ferrocarril (1881). Però les vies comercials s'estroncaren, el que provocà una desfeta en les indústries tèxtils i també en les vinícoles. Els camps foren castigats per la fil·loxera, i durant uns anys donaren ben pocs beneficis. Aquells anys la població baixà en el conjunt comarcal, i també a Vilanova i la Geltrú.
Amb el nou segle xx, la comarca es va recuperant, encara que molt lentament. Els municipis del massís anaren perdent gent; ja no deixarien aquesta tendència fins ben entrada la segona meitat del segle. Ben diferent és el cas de Vilanova i la Geltrú i Sitges, que es recuperaren una mica a causa de la instal·lació de noves indústries, com la fàbrica Pirelli (1901) a Vilanova i la Geltrú. Sitges, sense deixar la seva tradicional indústria vinícola i tèxtil, prengué l'opció del turisme. La fundació del Foment Sitgetà (1901) i la construcció de l'hotel Súbur (1909) són mostres evidents de l'orientació econòmica de la vila.
Entre 1920 i 1939, Sitges i Vilanova i la Geltrú donaren un gran salt en la població. La resta de municipis en perderen, fins i tot Sant Pere de Ribes i Cubelles. Després de l'aturada econòmica i demogràfica causada per la Guerra Civil espanyola, la comarca de Garraf es va refer ràpidament. Vilanova i la Geltrú i Sitges són dues poblacions molt actives. La primera prengué la davantera en la indústria i comerç, i Sitges s'erigí com un dels centres turístics més destacats de tot l'Estat espanyol. Pel 1960 ja se censen 39.869 habitants en tota la comarca: Vilanova i la Geltrú 25.669 i Sitges 10.491. Aquests dos municipis sols ja contenien més del 90% de la població total de la comarca.
Continuà la tendència, amb el nou fet que el municipi de Sant Pere de Ribes s'urbanitzà, com una continuació de Sitges. En menor grau succeeix amb Cubelles, a conseqüència del procés turístic i urbanístic de tota la línia costanera. El cens de 1968 dona una població de 71.816 habitants per a tota la comarca, dels quals 44.977 pertanyen a Vilanova i la Geltrú, 11.889 a Siges i 11.695 a Sant Pere de Ribes.
La comarca de Garraf es presenta com una comarca petita, dominada per un massís esquerp i difícil de travessar, al peu del qual hi ha una petita plana urbanitzada. En aquesta plana hi ha un triangle urbà amb la base en la línia de costa. Els vèrtexs són Sitges i Vilanova i la Geltrú, i Sant Pere de Ribes en l'extrem superior.
| 1497 f | 1515 f | 1553 f | 1717  | 1787   | 1857   | 1877   | 1887   | 1900   | 1910   |
| ------ | ------ | ------ | ----- | ------ | ------ | ------ | ------ | ------ | ------ |
| 169    | -      | 336    | 4.491 | 12.950 | 19.351 | 20.857 | 21.157 | 18.905 | 18.828 |

| 1920   | 1930   | 1940   | 1950   | 1960   | 1970   | 1981   | 1990   | 1992   | 1994   |
| ------ | ------ | ------ | ------ | ------ | ------ | ------ | ------ | ------ | ------ |
| 21.090 | 26.822 | 27.699 | 31.440 | 39.869 | 54.539 | 68.846 | 78.903 | 78.809 | 78.809 |

| 1996   | 1998   | 2000    | 2002    | 2004    | 2006    | 2008    | 2010    | 2012    | 2014    |
| ------ | ------ | ------- | ------- | ------- | ------- | ------- | ------- | ------- | ------- |
| 90.435 | 96.032 | 103.467 | 111.816 | 122.229 | 133.117 | 138.419 | 143.027 | 147.107 | 145.886 |

| 2016    | 2018    | 2020 | 2022 | 2024    | 2026 | 2028 | 2030 | 2032 | 2034 |
| ------- | ------- | ---- | ---- | ------- | ---- | ---- | ---- | ---- | ---- |
| 146.876 | 149.103 | -    | -    | 161.973 | -    | -    | -    | -    | -    |

## Política
| Composició dels ajuntaments | Composició dels ajuntaments | Composició dels ajuntaments | Composició dels ajuntaments | Composició dels ajuntaments | Composició dels ajuntaments | Composició dels ajuntaments | Composició dels ajuntaments | Composició dels ajuntaments | Composició dels ajuntaments | Composició dels ajuntaments | Composició dels ajuntaments | Composició dels ajuntaments | Composició dels ajuntaments | Composició dels ajuntaments |                    |
| | Alcaldia                    | Alcaldia                    | Composició del ple          | Composició del ple          | Composició del ple          | Composició del ple          | Composició del ple          | Composició del ple          | Composició del ple          | Composició del ple          | Composició del ple          | Composició del ple          | Composició del ple          | Composició del ple          | Composició del ple |
| Municipi | Alcalde                     | Partit                      | CiU                         | PSC                         | CUP                         | ERC                         | PP                          | C's                         | ICV                         | Altres                      | Altres                      | Altres                      | Altres                      | Total                       |                    |
| --- | --------------------------- | --------------------------- | --------------------------- | --------------------------- | --------------------------- | --------------------------- | --------------------------- | --------------------------- | --------------------------- | --------------------------- | --------------------------- | --------------------------- | --------------------------- | --------------------------- | ------------------ |
| |                             |                             |                             |                             |                             |                             |                             |                             |                             |                             |                             |                             |                             |                             |                    |
| Canyelles | Rosa Huguet Sugranyes       | CiU                         | 7                           | 2                           | –                           | 1                           | 0                           | –                           | 1                           | –                           | –                           | –                           | –                           | 11                          |                    |
| Cubelles | Rosa Fonoll Ventura         | UC11-RCat                   | 2                           | 2                           | –                           | 2                           | 2                           | –                           | 1                           | 4a                          | 2a                          | 1a                          | 1a                          | 17                          |                    |
| Olivella | Marta Verdejo Sánchez       | PSC                         | 2                           | 3                           | –                           | 1                           | 0                           | –                           | 2                           | 3b                          | 3b                          | 3b                          | 3b                          | 11                          |                    |
| Sant Pere de Ribes | Abigail Garrido Tinta       | PSC                         | 4                           | 7                           | 4                           | 1                           | 2                           | –                           | 0                           | 3c                          | 3c                          | 3c                          | 3c                          | 21                          |                    |
| Sitges | Miquel Forns Fusté          | CiU                         | 5                           | 3                           | 3                           | 3                           | 1                           | 3                           | –                           | 2d                          | 2d                          | 1d                          | 1d                          | 21                          |                    |
| Vilanova i la Geltrú | Neus Lloveras Massana       | CiU                         | 6                           | 5                           | 5                           | 4                           | 1                           | 2                           | 0                           | 2e                          | 2e                          | 2e                          | 2e                          | 25                          |                    |
| Total |                             |                             | 26                          | 22                          | 12                          | 12                          | 6                           | 5                           | 4                           | 19                          | 19                          | 19                          | 19                          | 106                         |                    |
| Font: Ministerio del Interior |                             |                             |                             |                             |                             |                             |                             |                             |                             |                             |                             |                             |                             |                             |                    |
| a Els partits inclosos dins la categoria "altres" són: UC11-RCat: 4 regidors, Si es pot: 2 regidors, Guanyem: 1 regidor, Cubellencs-FIC: 1 regidor b IxO: 3 regidors c Fem Poble: 3 regidors d Els partits inclosos dins la categoria "altres" són: Nou Horitzó: 2 regidors i Sitges Grup Independent: 2 regidors e Fem VNG: 2 regidors |                             |                             |                             |                             |                             |                             |                             |                             |                             |                             |                             |                             |                             |                             |                    |

Les eleccions municipals de 2011 van donar com a guanyador de les eleccions a Convergència i Unió pel que fa a nombre de regidors i al Partit dels Socialistes de Catalunya pel que fa a nombre de vots i de consellers comarcals.
Fins aquestes eleccions el PSC tenia 5 de les 6 alcaldies de la comarca. Després de les eleccions, només van aconseguir mantenir la de Sant Pere de Ribes fins al 2013 que va passar a mans d'UM9-CUP. Les alcaldies de Canyelles, Sitges i Vilanova i la Geltrú van passar a ser de CiU i la de Cubelles d'ICV. Esquerra Republicana va perdre els cinc regidors que tenia a la comarca, i per tant, els dos consellers comarcals.

### Consell Comarcal del Garraf
| Composició per legislatures | Composició per legislatures | Composició per legislatures | Composició per legislatures | Composició per legislatures | Composició per legislatures | Composició per legislatures | Composició per legislatures | Composició per legislatures | Composició per legislatures | Composició per legislatures | Composició per legislatures | Composició per legislatures | Composició per legislatures |
| | CiU                         | PSC                         | CUP                         | ERC                         | PP                          | C's                         | ICV                         | SomVNGa                     | UM9b                        | AEMOc                       | ECd                         | CDS                         | Total                       |
| --- | --------------------------- | --------------------------- | --------------------------- | --------------------------- | --------------------------- | --------------------------- | --------------------------- | --------------------------- | --------------------------- | --------------------------- | --------------------------- | --------------------------- | --------------------------- |
| |                             |                             |                             |                             |                             |                             |                             |                             |                             |                             |                             |                             |                             |
| 1987 | 8                           | 11                          | –                           | 0                           | 0                           | –                           | 1                           | –                           | 2                           | 0                           | 0                           | 1                           | 25                          |
| 1991 | 7                           | 10                          | –                           | 0                           | 0                           | –                           | 2                           | –                           | 2                           | 4                           | 4                           | 0                           | 25                          |
| 1995 | 7                           | 9                           | –                           | 0                           | 2                           | –                           | 3                           | –                           | 4                           | 4                           | 4                           | –                           | 25                          |
| 1999 | 7                           | 10                          | –                           | 1                           | 2                           | –                           | 5e                          | –                           | e                           | –                           | 0                           | –                           | 25                          |
| 2003 | 8                           | 14                          | –                           | 2                           | 4                           | –                           | 3                           | –                           | 1                           | –                           | 1                           | –                           | 33                          |
| 2007 | 9                           | 14                          | 0                           | 2                           | 3                           | 0                           | 4                           | –                           | 1                           | –                           | 0                           | –                           | 33                          |
| 2011 | 10                          | 11                          | 3f                          | 0                           | 5                           | 0                           | 4                           | –                           | f                           | –                           | 0                           | –                           | 33                          |
| 2015 | 9                           | 8                           | 5f                          | 5                           | 2                           | 2                           | 1                           | 1                           | f                           | –                           | –                           | –                           | 33                          |
| Font: Municat |                             |                             |                             |                             |                             |                             |                             |                             |                             |                             |                             |                             |                             |
| a FemVNG és una agrupació d'electors de Vilanova i la Geltrú b Unitat Municipal 9 és un partit polític local de Sant Pere de Ribes darrerament vinculat amb la CUP. c L'AEMO era una Associació d'Electors d'Olivella. d Entesa per Cubelles (EC o a també abreujada com EPC)és un partit polític local de Cubelles i darrerament agrupada sota la FIC Sovint aquestes tres darreres llistes han sumat les candidatures entre elles per tal de poder entrar al Consell Comarcal. e El 1999 la candidatura d'UM9 es presenta juntament amb ICV. f El 2011 i 2015 la candidatura d'UM9 es presenta juntament amb la CUP. |                             |                             |                             |                             |                             |                             |                             |                             |                             |                             |                             |                             |                             |

### Presidència del Consell Comarcal del Garraf
| Legislatura | President / Presidenta                                                    | Partit Polític | Càrrec local                     |
| ----------- | ------------------------------------------------------------------------- | -------------- | -------------------------------- |
| 1988-1991   | Jaume Casanovas i Escussol                                                | PSC            | alcalde de Vilanova i la Geltrú  |
| 1991-1995   | Francesc Xavier Robert i Duran                                            | PSC            | regidor de Canyelles             |
| 1995-1999   | Victor Forgas i Cabrera                                                   | PSC            | regidor de Vilanova i la Geltrú  |
| 1999-2003   | Joaquim Mas i Rius                                                        | ICV            | alcalde d'Olivella               |
| 2003-2007   | Josep Antoni Blanco Abad                                                  | PSC            | alcalde de Sant Pere de Ribes    |
| 2007-2011   | Josep Antoni Blanco Abad                                                  | PSC            |                                  |
| 2011-2015   | Juan Luis Ruiz López                                                      | PSC            | regidor de Vilanova i la Geltrú  |
| 2015-2019   | Gerard Martí Figueras i Albà (2015-2016) Glòria Garcia Prieto (2016-2019) | CiU            | regidors de Vilanova i la Geltrú |
| 2019-2023   | Abigail Garrido i Tinta                                                   | PSC            | alcaldessa de Sant Pere de Ribes |
| 2023-2027   | Mònica Gallardo i Montornés                                               | Junts          | regidora de Sitges               |

### Organització territorial

#### Informe Roca
El Parlament de Catalunya va encarregar la revisió del mapa territorial a una comissió d'experts presidida per Miquel Roca amb la presència de quatre geògrafs. El gener del 2001 es va presentar l'Informe sobre la revisió del model d'organització territorial de Catalunya, conegut com l'Informe Roca. Aquest informe proposa diversos canvis per al Garraf que se situaria dins de la vegueria de Barcelona:
- Pedanies i enclavaments que canvien de municipi:
  - Les Roquetes del Garraf, Vilanoveta (Sant Pere de Ribes) i Els Cards, de Sant Pere de Ribes al municipi de Vilanova i la Geltrú.
  - Les Botigues de Sitges, de Sitges al municipi de Castelldefels (Baix Llobregat).

## Orografia
La comarca de Garraf comprèn dues grans unitats de relleu: el massís de Garraf pròpiament dit i la plana situada entre Sant Pere de Ribes i el riu Foix.

El massís de Garraf és un conjunt muntanyós situat a l'extrem sud de la Serralada Litoral. Queda ben delimitat per les terres enfonsades que el voregen: el Penedès al nord i oest, la plana del Llobregat a l'est i la Mediterrània al sud. El qualificatiu de terres enfonsades és en aquest cas ben explícit. Es tracta de territoris que en temps geològics reculats, uns quants milions d'anys, s'enfonsaren respecte a l'actual massís de Garraf, el qual restà enlairat.

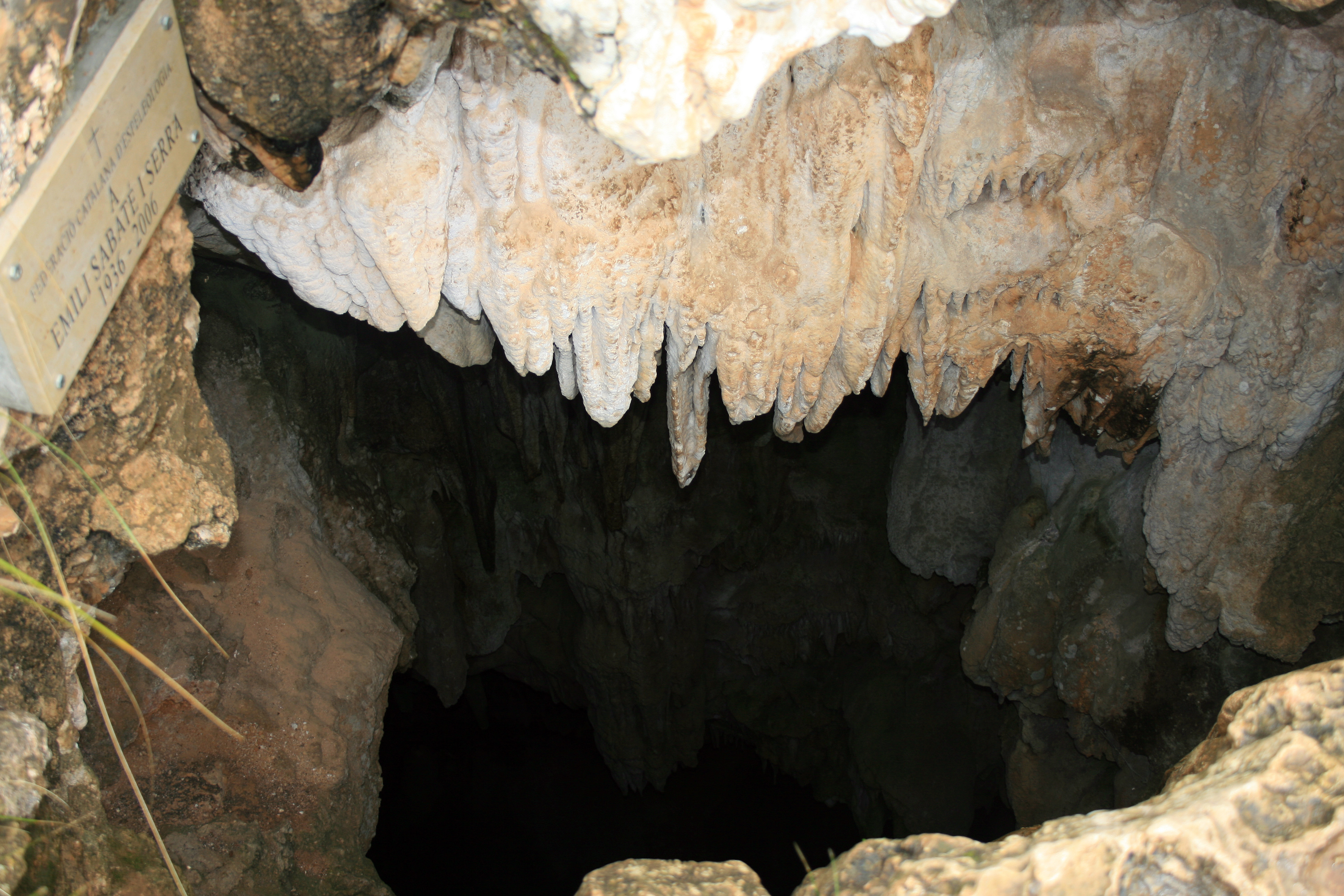
1. Avenc Emili Sabaté al Garraf

Aquest enlairament no va ser pas homogeni, ja que el massís es va trencar en molts llocs. Dins del mateix Garraf uns sectors van quedar més enlairats que altres. Olesa de Bonesvalls, ara incorporat a l'Alt Penedès, es troba en una petita fossa, és a dir, en un sector enfonsat dins del massís de Garraf. Per un altre cantó, el massís s'aixeca més pel costat que dona a la vall del Llobregat. Per això els vessants que miren al Baix Llobregat són més abruptes que els que hi ha pel cantó del Penedès, en especial cap al Baix Penedès.
La plana que hi ha entre Sant Pere de Ribes i el riu Foix és, de fet, una part que es va enfonsar més que la resta del massís, i menys que la forma el fons submarí.
Un indret ben espectacular del massís és el sector que limita amb el mar, les anomenades Costes de Garraf o Costa de les Penyes, entre Castelldefels i Sitges. S'hi han format penya-segats abruptes que han dificultat la comunicació entre el Baix Llobregat i els pobles de la rodalia de Vilanova i la Geltrú i Sitges. La carretera fa nombrosos revolts i ha de salvar desnivells importants. Enmig dels penya-segats hi ha algunes cales, o entrades de mar, que han estat aprofitades tradicionalment pels pescadors com a refugi.
Una de les característiques principals del massís de Garraf, i per la qual és conegut i visitat, és el seu relleu de tipus càrstic. Aquest relleu és el resultat del desgast de la roca calcària per l'aigua. Es caracteritza per la presència d'avencs i coves. Els avencs són com pous llargs i profunds que s'endinsen per l'interior del massís. En els avencs i les coves trobem estalactites i estalagmites. Les superfícies de moltes roques calcàries són com esgarrapades, com petits i llargs canals i solcs, anomenats rasclers. Caminar per aquest relleu és dificultós, i cal molta atenció per evitar accidents.

Aquest relleu càrstic és el que determina que no hi hagi cap mena de circulació superficial d'aigua en el massís. L'aigua de la pluja s'infiltra fàcilment per les esquerdes i avencs. Es formen rius subterranis que desemboquen directament al mar, sense sortir a la superfície. Un dels més importants i coneguts és la Falconera, que desguassa al sud del poble de Garraf, per sota el nivell actual del mar.

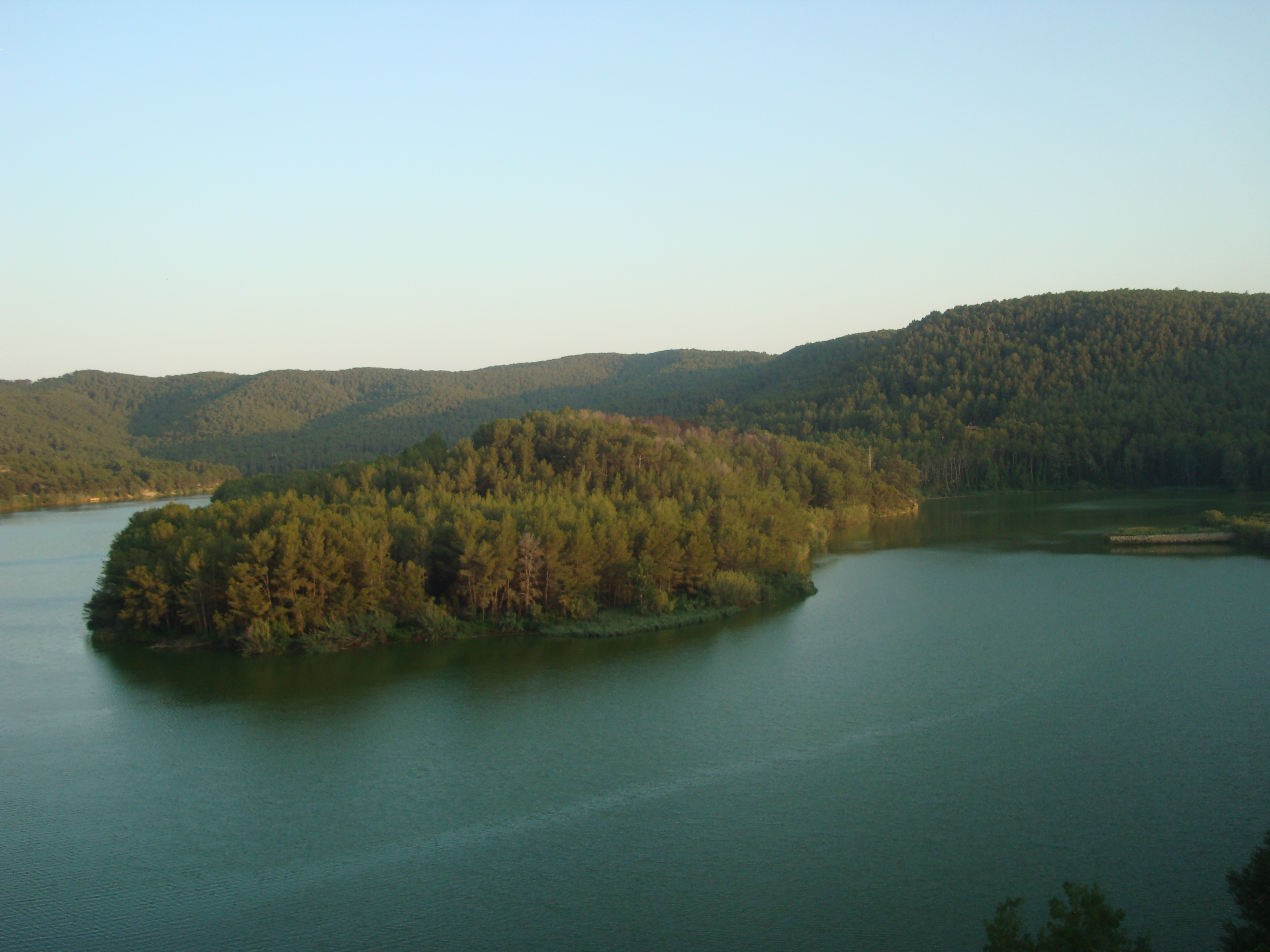
Embassament de Foix, actualment inclòs a la comarca de l'Alt Penedès, en ser-li agregat el municipi de Castellet i la Gornal. Però els beneficiaris principals d'aquest embassament són els habitants de la comarca de Garraf. Al costat de l'embassament hi ha ubicada la població de Castellet. L'entorn de l'embassament és un paisatge agrícola dominat pel secà, en especial vinya

El resultat és un massís amb valls estretes i fondes, anomenades a la comarca fondos, com el fondo de les Coves de les Llenties, el fondo del Tro, el fondo de l'Infern o el fondo de les Coves, i vessants molt inclinats i cims abruptes. Destaquem els cims com puig de la Mola (532 m), al límit de les comarques de Garraf, Alt Penedès i Baix Llobregat, puig d'Arboç (411 m), puig de Sant Miquel (358 m) i Puig de l'Àliga (468 m).

## Hidrologia
Ja s'ha indicat que la circulació superficial de l'aigua de Garraf és gairebé nul·la a causa del relleu de tipus càrstic. Les valls i cursos principals que recullen l'aigua del massís i acaben a les Costes de Garraf són la riera de Vallbona, el torrent de Garraf, el torrent de la Falconera, la riera de Vallcarca i el torrent d'Aiguadolç. Aquestes valls es formen per la unió de nombrosos torrents i fondos, els quals van pràcticament secs tot l'any. Només hi corre aigua durant i poc després de les pluges intenses.
El curs principal de la comarca és la riera de Ribes. Com moltes de les rieres, canvia de nom al llarg del seu recorregut, i el nom que es considera principal sovint no s'aplica pas al del recorregut més llarg o del que constitueix la conca més extensa. Aquestes rieres prenen el nom del poble més proper, o d'un accident del relleu pròxim. De l'Alt Penedès prové la riera de Canyelles o de Vilafranca, que s'uneix amb la riera de Begues prop de Sant Pere de Ribes, d'aquí el nom, i desguassa al mar entre Sitges i Vilanova.
A l'extrem sud de la comarca hi ha el riu Foix. Entra a la comarca de Garraf després d'haver travessat tota la depressió del Penedès. El riu de Foix té un recorregut molt curt per la comarca de Garraf, sobretot des de la segregació del municipi de Castellet i la Gornal. Dins d'aquest terme hi ha l'embassament de Foix. Malgrat situar-se fora de la comarca, l'embassament beneficia sobretot els habitants del Garraf.

## Clima
El clima és mediterrani de plana i terra baixa amb influència marítima. La presència del massís de Garraf fa que la comarca resti a recer dels vents freds del nord i dels secs de l'oest. Aquest fet accentua encara més la influència marítima. La temperatura mitjana anual oscil·la entre 15° i 16°, potser una mica més baixa en els vessants superiors i obacs. Els hiverns són temperats amb glaçades molt escasses. La mitjana mensual de gener és entre 7° i 9°. Els estius són molt secs i calorosos, encara que la marinada atenua els efectes de les temperatures elevades. Les temperatures mitjanes mensuals de juliol se situen entre 12 i 24. La proximitat al mar fa que la humitat sigui sempre força elevada.
Les precipitacions són escasses. Les mitjanes anuals se situen entorn dels 500 mm, més elevades en els vessants superiors. L'estiu és l'estació més seca, sobretot durant el juliol. L'hivern també és normalment sec. La tardor és l'estació més plujosa. Les pluges són molt irregulars, amb anys molt secs i amb d'altres una mica plujosos. Les pluges són sovint intenses i torrencials. És aleshores quan l'aigua superficial s'escola pertot arreu. Durant la resta de l'any els rius van secs.

## Vegetació
El paisatge actual del Garraf presenta un aspecte molt propi. Quan es visita el massís de Garraf es té la sensació de ser en una terra gairebé desèrtica i en un clima àrid. Al massís dominen les superfícies rocoses i sense sòls. El terra és descarnat, i només hi creixen herbes i mates petites. Hi ha clapes de brolles de romaní i garrigues que donen la sensació que no poden aixecar-se més.
La realitat és aquesta, però això no vol pas dir que es tracti d'un indret àrid i desèrtic. La comparació del massís de Garraf amb Collserola, per exemple, al nord-oest de Barcelona, ens ajudarà a entendre el que passa. Primer hem d'observar quins paisatges hi ha a cada indret. Es constata que el paisatge de Garraf és esquerp, pobre i sense gaire vegetació. El paisatge de Collserola és força frondós, fins hi ha densos boscos d'alzines i roures. Són dues serres molt properes, només separades per la vall del Llobregat. S'ha comprovat que el clima hi és gairebé idèntic. Plou gairebé el mateix i les temperatures són pràcticament iguals en ambdós massissos. Tant Garraf com Collserola són prop la mar, sota la influència gairebé diària de la marinada, el que els aporta una humitat atmosfèrica força elevada.

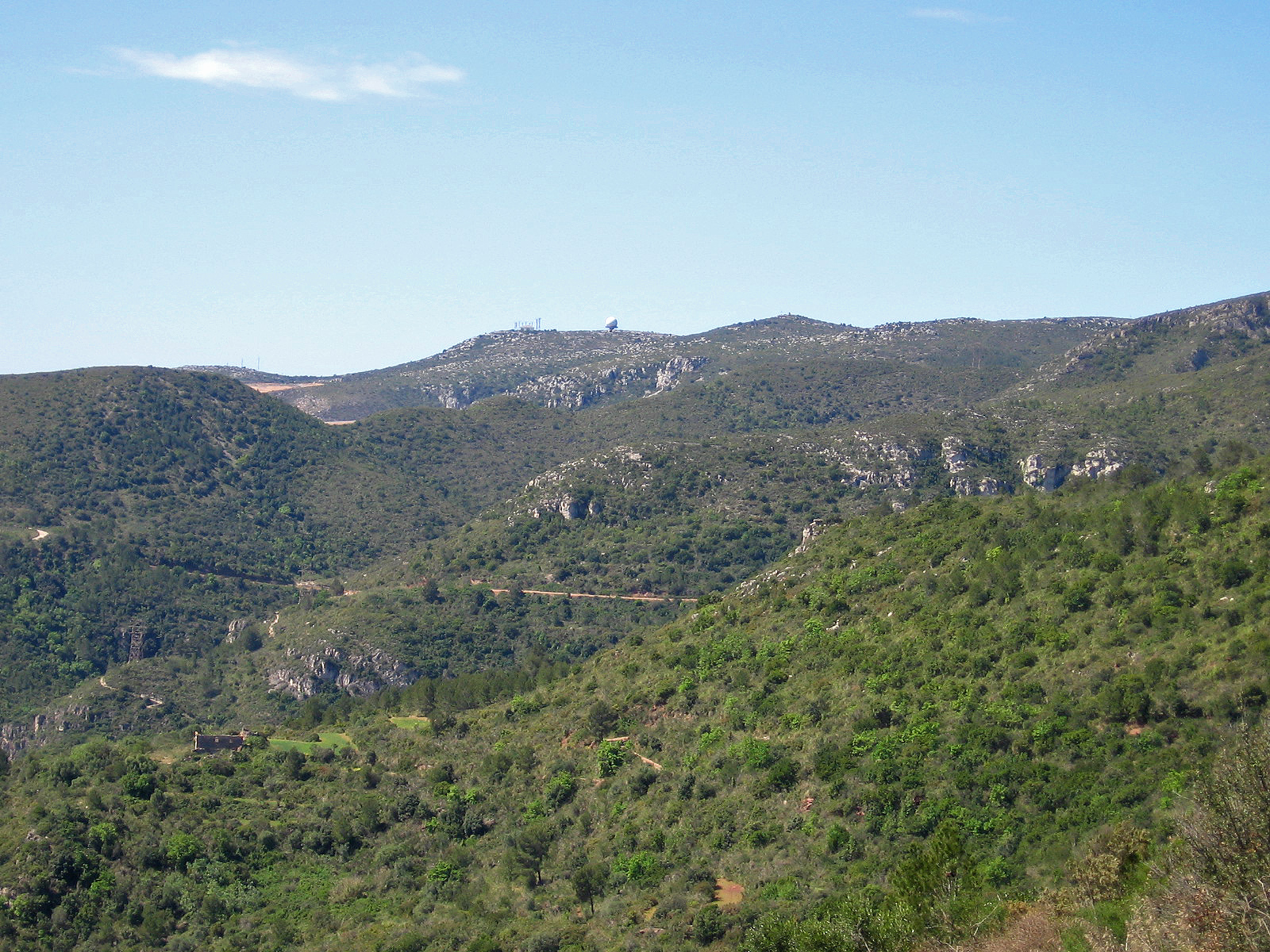
Vista del Parc Natural del Garraf i la seva vegetació

El clima és pràcticament idèntic, però ara hi ha paisatges vegetals ben diferents. L'explicació és senzilla. A Collserola el substrat és constituït per granits i pissarres, en canvi, a Garraf dominen les calcàries dures. Aquestes calcàries dures ha format un relleu molt especial, de tipus càrstic. Les roques són plenes d'esquerdes, avencs i rasclers, i, sobretot, hi ha molta superfície de roca nua. Quan plou, l'aigua que cau sobre les calcàries nues s'infiltra cap a l'interior del massís, i no pot ser aprofitada posteriorment per les plantes. En canvi, a Collserola hi ha més terra tova i sòls, que retenen part de l'agua de pluja. L'aigua retinguda en els sòls pot ser utilitzada per les plantes posteriorment. En temps de secada les plantes no pateixen tant i sobreviuen.
Això no ha estat sempre així, i cal saber si hi ha alguna manera de resoldre-ho. Els vessants del Garraf podrien estar coberts de boscos densos. Es diu en condicional perquè si la tendència continua com ara poques esperances hi ha que al Garraf hi hagi boscos extensos. La condició és que els homes deixem que la vegetació es regeneri sola sense cap destorb. Es creu que la vegetació del massís de Garraf estaria constituïda sobretot per un alzinar dens i alt. Als vessants més inclinats segurament només es faria una màquia. Seria una màquia de llentiscle i margalló. El margalló és l'única palmera natural a Europa i és molt rara més al nord de Garraf. El massís de Garraf és l'indret més septentrional on el margalló es fa amb abundància.
Molts vessants i replans del massís de Garraf foren durant el segle xix cultivats, sobretot de vinya. Fins a alguns indrets abruptes i rocallosos es plantaren de vinya, a causa de la pobresa d'alguns pagesos i del preu alt al qual es pagà el vi. Però a la darreria del segle xix, amb la fil·loxera, tot canvià, i les terres menys productives s'abandonaren. Encara es veuen arreu del massís les parets de pedra seca que aguantaven les feixes. Encara que algunes vinyes es replantaren, ara no en resta gairebé cap en el massís. Només n'hi ha en algun replà i en els sector entre Sant Pere de Ribes i Cubelles.
El conreu de la vinya i les pastures deixà els vessants de Garraf amb poca terra fèrtil. L'aigua de la pluja se l'anava emportant de mica en mica. Es pot pensar que, un cop abandonades les vinyes, el sòl s'anà refent i la vegetació natural s'hi establiria de mica en mica. Hauria estat d'aquesta forma si no fos pels incendis. Els incendis van minvant l'escassa vegetació que amb dificultat s'hi instal·la. De vegades només es cremen sectors reduïts, però d'altres el foc dura dies i pràcticament afecta a tot el massís, com ha ocorregut més d'un estiu. Hi ha una mitjana de gairebé una dotzena de focs l'any, només al massís de Garraf. Hi ha indrets que els darrers anys del segle xx varen cremar més de quatre vegades.
Encara resta una darrera constatació per entendre que al Garraf l'ambient no és pas tan sec com sembla. Al mig del massís hi ha indrets on creixen roures, arbres força exigents en humitat. Fins es poden veure indrets cremats no fa gaires anys on hi creixen roures arreu. Si ens hi fixem bé, veurem que els roures creixen en dos ambients ben definits, fora dels quals no poden viure bé. Es tracta dels llocs ombrívols, en especial al peu de cingles obacs, i en indrets on hi ha materials tous. Els sòls expliquen moltes coses de la distribució de la vegetació. Aquestes terres toves i els sòls que s'hi ha format retenen l'aigua necessària perquè els roures i d'altres plantes exigents en humitat disposin d'aigua en els moments de sequera, com succeeix a l'estiu.

## Activitats
El Garraf fou durant tot el segle xix una comarca eminentment industrial i comercial, dues activitats molt relacionades, de manera que quan decaigué el comerç, la indústria sofrí un cop molt fort.
Actualment l'agricultura de la comarca de Garraf és residual, quedant uns 300 pagesos, mentre que els motors econòmics són la indústria i el turisme. L'agricultura tingué certa importància durant els segles XVIII i xix. Com a les comarques del Penedès, al llarg del segle xviii hi dominava el conreu de cereals, encara que al Garraf la superfície de la vinya era superior a la del Vallès, segurament a causa de la major proximitat del port. A mitjan segle xix dues terceres parts de la terra conreada ho eren de vinya. La resta eren cereals i també garrofers, aquestes afavorits pels hiverns temperats i l'absència gairebé total de glaçades. Després de la fil·loxera es replantaren moltes terres amb peus de ceps americans, però nombrosos vessants del massís de Garraf ja no foren conreats mai més, a causa de la pobresa del terra. D'altres foren substituïdes pels cereals o garrofers. Durant la dècada de 1940 els cereals ocuparen un 36% de l'espai conreat, la vinya ocupava entorn del 33%, i el garrofer el 25%. A la resta hi havia ametllers, oliveres i hortalisses. Amb la mecanització de les feines del camp i a causa de l'ocupació urbana de les terres planes, la superfície cultivada ha minvat molt en les darreres dècades. Sant Pere de Ribes és el municipi amb més espai conreat. Els cereals han perdut molt terreny, mentre la vinya s'ha mantingut força i el garrofer ha quedat massa marginat. Resten alguns fruiters (presseguers), que es reguen amb l'aigua provinent de l'embassament de Foix.

## Indústria

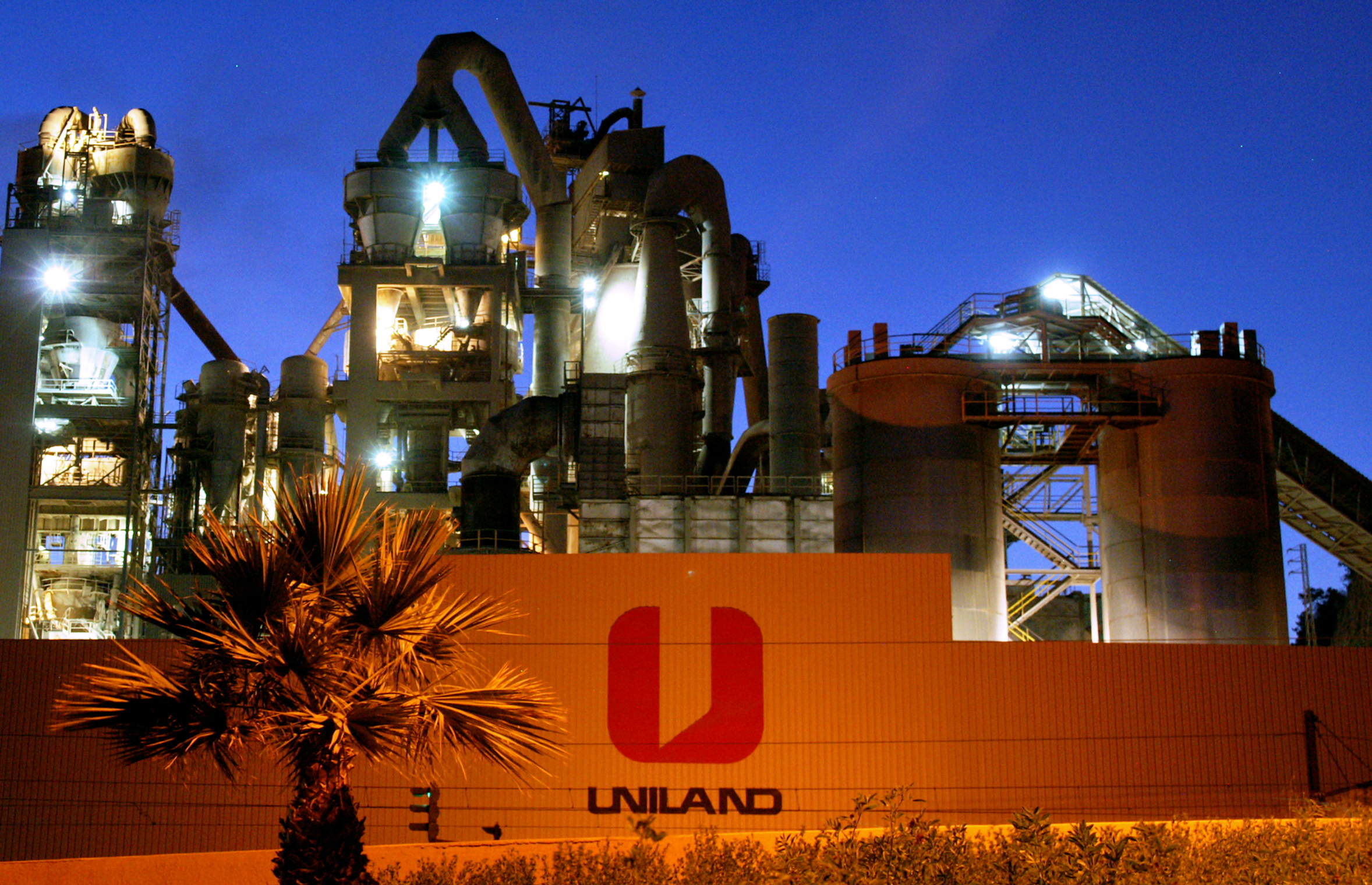
Factoria Cimentera al Garraf

La indústria ha estat l'element principal del creixement econòmic de la comarca. Ha estat molt centralitzada a Vilanova i la Geltrú i, en menor importància, a Sitges.
A Vilanova i la Geltrú al llarg del segle xix van destacar les indústries tèxtil i alimentària. Després s'hi afegiren la química i la metal·lúrgica, dedicada sobretot a materials subsidiaris de l'automoció. La indústria química ha estat simbolitzada per la fàbrica Pirelli, que durant tot el segle xx ha estat un dels puntals econòmics bàsics en l'economia de Garraf. Hi ha també diverses indústries de materials per a la construcció (ciment blanc, paviments ceràmics, prefabricats i composts de formigó). Són molt actives diverses indústries tèxtils, les quals han diversificat la seva producció: gènere de punt, confecció, tovalloles, cintes, etc. Complementen aquesta activitat diverses indústries alimentàries, de fusta, de les arts gràfiques i del paper.
La vida econòmica industrial i comercial de Vilanova i la Geltrú no pot entendre's sense tenir en compte el seu port encara que la construcció física del port és ben recent. Ja des del segle xviii, des de la platja de Vilanova s'exportà vi, aiguardent i d'altres productes cap a diferents ports d'Europa i Amèrica. El 1809 Vilanova va ser qualificat com a port de primera, malgrat no existir cap obra portuària. És normal que els seus habitants s'esforcessin en la construcció d'un moll que facilités la càrrega i descàrrega.
Ja el 1876, en plena eufòria productiva i exportadora, l'ajuntament presenta un pla d'eixample per a la ciutat, en el qual s'nclou el projecte d'un dic de llevant d'1 km de longitud i un contradic a ponent de 580 metres, que no es van fer. El 1912 es va realitzar un nou projecte, que es comença el 1918, però només es va construir un tram d'espigó de 80 metres. No fou fins al 1945 que es fa un nou projecte, el qual, amb diverses modificacions, correspon al del port actual. Les obres començaren el 1949, però s'aturaren el 1952, perquè tal com estaven dissenyades en pocs anys s'hauria format una barra de sorra a la mateixa boca del port nou. El 1955 s'acaben les obres del que és el port actual. Encara caldrà fer algunes obres importants, en especial destinades a la protecció del port i a evitar que el seu fons s'ompli de terra i sorra arrossegada pels corrents marins.
El port actual té diverses funcions: pesquera, comercial i esportiva. Al port pesquer si descarreguen entre cinc i set mil tones de pesca l'any. El moviment comercial és força limitat per les mateixes limitacions del port, sobretot pel calat. Principalment passen pel port materials per a la construcció, com ciment i ceràmica, barres de ferro i fusta.
Sitges també havia tingut un desenvolupament industrial important al segle passat. El conreu de la vinya havia donat lloc a l'elaboració d'aiguardent i malvasia. Hi hagué també indústria tèxtil, del calçat i de bótes, i construccions navals. Actualment destaca la indústria del ciment, a Vallcarca, a les Costes de Garraf i en ple massís de Garraf. En el mateix massís hi ha nombroses pedreres, d'on s'extreu roca calcària. Hi ha d'altres indústries dedicades a materials de la construcció, a la confecció (pell, calçat), a la fusta (mobles), a l'alimentació (vins, licors) i a les arts gràfiques.
Arreu té importància la indústria de la construcció, afavorida pel desenvolupament turístic i industrial.

## Turisme

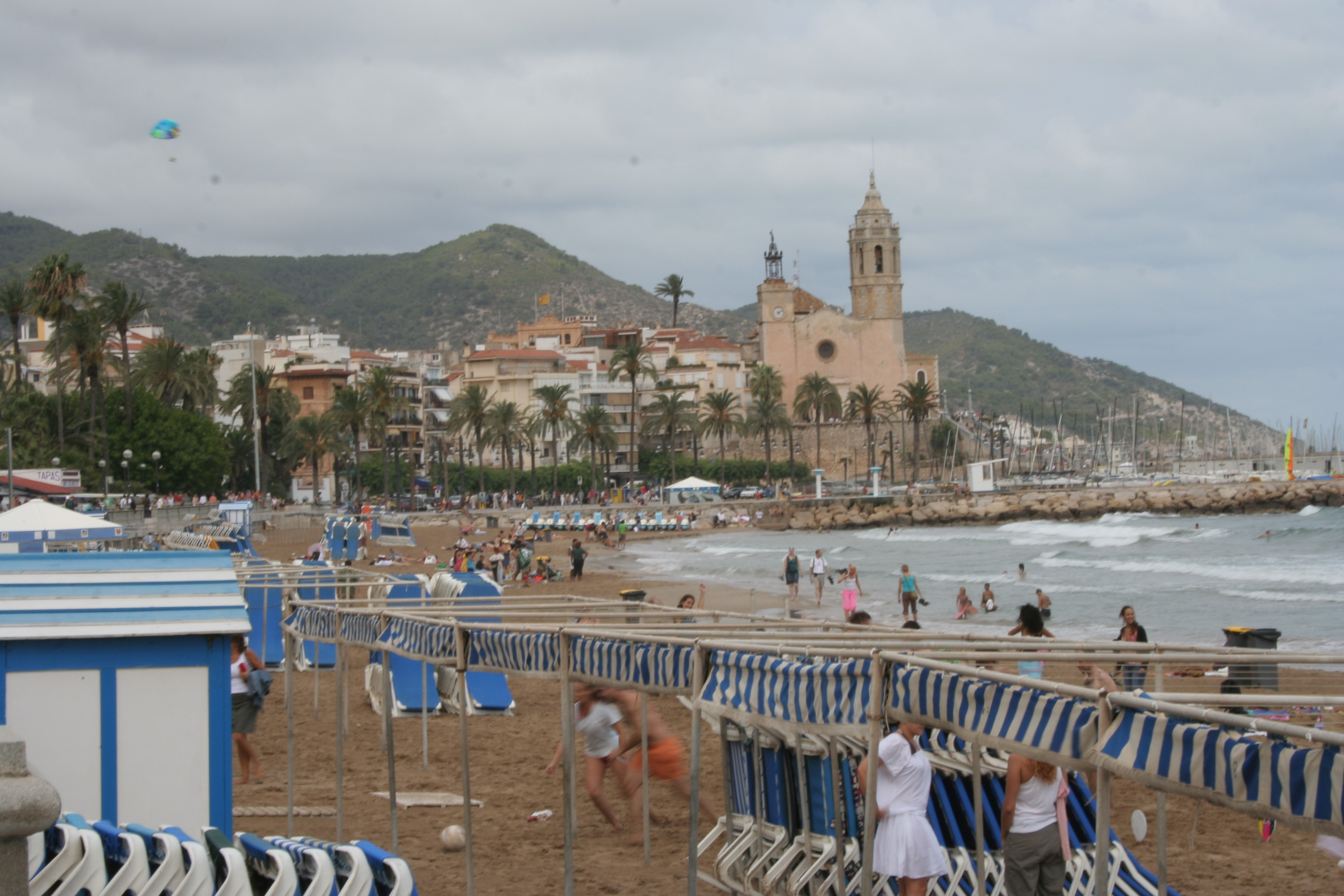
Platja de Sitges amb el massís de Garraf al fons

El turisme a la comarca de Garraf mereix un apartat especial. Primer començà Sitges, però actualment és tota la comarca la que viu sobretot del turisme. Les activitats turístiques hi són força diversificades.
La comarca de Garraf ha estat escollida per alguns habitants de l'àrea barcelonina com a lloc de residència secundària. Aquest fet ha provocat una ocupació urbanística més gran del territori i un augment de la indústria de la construcció i dels serveis en general.
Sitges i recentment també Sant Pere de Ribes disposen d'una gran oferta de restaurants i centres d'espectacles i diversió que atreu gent d'arreu. Sitges té una capacitat hotelera d'unes 6.000 places i uns 1.000 apartaments, a més de diversos càmpings amb una capacitat per a més de tres mil persones. A la seva costa hi ha diversos ports esportius: port Ginesta, Garraf i port d'Aiguadolç. A Sitges se celebren diversos festivals i d'altres activitats culturals, i és seu de nombrosos museus. També hi ha una dàrsena esportiva al port de Vilanova i la Geltrú.